# Bajrakitiyabha
Bajrakitiyabha (in thailandese พัชรกิติยาภา นเรนทิราเทพยวดี, Phatchara Kitiyapha Narenthira Thepphayawadi, affettuosamente conosciuta come la Principessa Pa o Patty; Bangkok, 7 dicembre 1978) è una principessa e diplomatica thailandese.
È la prima nipote del re Bhumibol e della regina Sirikit della Thailandia e l'unica dei sette figli del re Maha Vajiralongkorn nato dalla sua prima moglie la principessa Soamsavali.

## Biografia
La principessa Bajrakitiyabha ha studiato alla Rajini School per sole ragazze quando frequentava le elementari e le medie. Si trasferì in Inghilterra e iniziò la sua istruzione secondaria dapprima alla Heathfield School di Ascot, e successivamente alla Chitralada School.
La principessa Bajrakitiyabha ha ricevuto una laurea in diritto (LL.B.) all'Università Thammasat, nonché una laurea in Relazioni Internazionali (B.A.) presso l'Università Sukhothai Thammatirat, entrambe nel 2000. Successivamente ha conseguito un master in diritto (LL.M.) presso la Cornell Law School nel 2002 e un dottorato di ricerca (JSD) presso la Cornell University nel 2005.
Al termine del suo dottorato, la principessa Bajrakitiyabha ha lavorato per breve tempo alla Missione permanente thailandese presso le Nazioni Unite, a New York, prima di tornare in Thailandia. Nel settembre 2006, è stata nominata procuratrice presso il ministero della giustizia a Bangkok, ed è attualmente assegnata al ministero della giustizia della provincia di Udon Thani. Il 12 maggio 2012 le è stato conferito una laurea ad honorem (LL.D.) dal IIT Chicago-Kent College of Law.
Ha contribuito a spronare il governo thailandese affinché presentasse una soluzione alla Commissione sulla prevenzione del crimine e della giustizia penale, un organo sussidiario del Consiglio economico e sociale delle Nazioni Unite, che descrivesse in dettaglio la vulnerabilità delle donne incarcerate in un sistema conformato principalmente per gli uomini. I suoi sforzi furono mossi a spingere le Nazioni Unite verso l'adozione del "Regolamento di Bangkok", la prima serie di linee guida universali per il trattamento delle donne nel sistema giudiziario.
Bajrakitiyabha gestisce il progetto "Kamlangjai" o "Inspire", che vuole aprire un dialogo verso le donne thailandesi incarcerate, tra cui le detenute in stato di gravidanza e i loro bambini, e intende assicurare che le donne e le detenute in stato di gravidanza ricevano un'adeguata assistenza per prepararli al reintegro nella società al momento del rilascio. Sta inoltre lavorando per "migliorare la vita delle detenute" (ELFI), un progetto che propone nuove regole per il trattamento delle donne detenute e misure non detentive come supplemento alle Regole base minime per il trattamento delle detenute del 1955. Dal 2012 al 2014 è stata ambasciatrice thailandese in Austria, fino a quando non è stata assunta presso il Ministero della Giustizia.
Il 13 dicembre 2022, dopo aver «perso i sensi» a causa di un improvviso arresto cardiaco mentre addestrava i suoi cani vicino al Parco nazionale di Khao Yai, a circa 200 km a nord-est di Bangkok, è stata trasportata in elicottero all'ospedale Chulalongkorn della capitale thailandese.
Secondo fonti giornalistiche, non confermate dalle autorità thailandesi, la principessa sarebbe cerebralmente morta dal 14 dicembre 2022, e da allora tenuta in vita artificialmente.

## Titoli, onorificenze e simboli
Titoli
- 7 dicembre 1978 – 5 maggio 2019: Sua Altezza Reale la principessa Bajrakitiyabha
  - (in thailandese พระเจ้าหลานเธอ พระองค์เจ้าพัชรกิติยาภา, Phra Chao Lan Thoe Phra Ong Chao Bajrakitiyabha)
- 5 maggio 2019-27 luglio 2019: Sua Altezza Reale la principessa Bajrakitiyabha Narendira Debyavati
  - (in thailandese สมเด็จพระเจ้าลูกเธอ เจ้าฟ้าพัชรกิติยาภา นเรนทิราเทพยวดี, Somdet Phra Chao Luk Thoe Chao Fa Bajrakitiyabha)
- 28 luglio 2019 - presente: Sua Altezza Reale la principessa Bajrakitiyabha Narendira Debyavati, principessa Rajasarini Siribajra
  - (in thailandese สมเด็จพระเจ้าลูกเธอ เจ้าฟ้าพัชรกิติยาภา นเรนทิราเทพยวดี กรมหลวงราชสาริณีสิริพัชร มหาวัชรราชธิดา, Somdet Phra Chao Luk Thoe Chao Fa Bajrakitiyabha Narendira Debyavati Kromma Luang Rajasarini Siribajra Mahavajra Rajadhida)

### Decorazioni reali
- Thailandia: dama dell'Ordine della Casata reale di Chakri
- Thailandia: dama dell'Ordine delle Nove Gemme[13]
- Thailandia: dama di Gran Croce dell'Ordine di Chula Chom Klao[14][15][16][17][18]
- Thailandia: dama di Gran Cordone dell'Ordine dell'Elefante Bianco[19]
- Thailandia: dama di Grand Cordon dell'Ordine della Corona[20]
- Thailandia: dama di Gran Croce dell'Ordine del Direkgunabhorn[21]
- Thailandia: medaglia con il monogramma di Bhumibol Adulyadej Rama IX (I classe)[22]
- Thailandia: medaglia con il monogramma di Vajiralongkorn Rama X (I classe)
- Thailandia: beneficiaria della medaglia commemorativa in occasione dell'incoronazione di Rama X

### Onorificenze straniere
- Austria: Gran Decorazione d'Onore in Oro con Fascia per i servizi alla Repubblica d'Austria (7 ottobre 2014)[23][24]